# Petteri Kantola
Petteri Kantola (ur. 25 maja 1986) – fiński narciarz alpejski, srebrny medalista mistrzostw świata juniorów.

## Kariera
Po raz pierwszy na arenie międzynarodowej Petteri Kantola pojawił się 15 grudnia 2001 roku, kiedy w zawodach FIS Race w slalomie w Ruka zajął osiemnaste miejsce. W 2004 roku wystartował na mistrzostwach świata juniorów w Mariborze, gdzie jego najlepszym wynikiem było 25. miejsce w gigancie. Jeszcze dwukrotnie startował na imprezach tego cyklu, największy sukces osiągając podczas mistrzostw świata juniorów w Québecu, gdzie zdobył srebrny w tej samej konkurencji. W zawodach tych rozdzielił na podium Kanadyjczyka Stefana Guaya oraz Carlo Jankę ze Szwajcarii.
W zawodach Pucharu Świata zadebiutował 12 listopada 2006 roku w Levi, gdzie nie zakwalifikował się do pierwszego przejazdu w slalomie. W zawodach pucharowych startował jeszcze kilkukrotnie, jednak nigdy nie zdobył punktów. W 2007 roku wystąpił na mistrzostwach świata w Åre, gdzie w gigancie zajął 38. miejsce. Nigdy nie wystartował na igrzyskach olimpijskich. W marcu 2009 roku zakończył karierę.

## Osiągnięcia

### Mistrzostwa świata
| Miejsce | Dzień     | Rok  | Miejscowość | Konkurencja | Czas biegu  | Strata  | Zwycięzca          |
| ------- | --------- | ---- | ----------- | ----------- | ----------- | ------- | ------------------ |
| 38.     | 14 lutego | 2007 | Åre         | Gigant      | 2:19,64 min | +7,35 s | Aksel Lund Svindal |

### Mistrzostwa świata juniorów
| Miejsce | Dzień     | Rok  | Miejscowość  | Konkurencja | Czas biegu  | Strata  | Zwycięzca         |
| ------- | --------- | ---- | ------------ | ----------- | ----------- | ------- | ----------------- |
| 74.     | 10 lutego | 2004 | Maribor      | Zjazd       | 1:09,61 min | +4,99 s | Romed Baumann     |
| 65.     | 12 lutego | 2004 | Maribor      | Supergigant | 1:17,49 min | +4,75 s | Hans Olsson       |
| 25.     | 13 lutego | 2004 | Maribor      | Gigant      | 2:17,40 min | +3,30 s | Jeffrey Harrison  |
| DNF2    | 14 lutego | 2004 | Maribor      | Slalom      | 1:33,33 min | -       | Raphael Fässler   |
| 64.     | 23 lutego | 2005 | Bardonecchia | Zjazd       | 1:25,58 min | +5,89 s | Rok Perko         |
| DNF     | 24 lutego | 2005 | Bardonecchia | Slalom      | 1:24,10 min | -       | Filip Trejbal     |
| 44      | 25 lutego | 2005 | Bardonecchia | Supergigant | 1:25,20 min | +2,79 s | Michael Gmeiner   |
| 35.     | 27 lutego | 2005 | Bardonecchia | Gigant      | 2:10,28 min | +4,11 s | Michael Gmeiner   |
| 37.     | 4 marca   | 2006 | Québec       | Supergigant | 1:11,81 min | +3,47 s | Michael Sablatnik |
| DNF1    | 5 marca   | 2006 | Québec       | Slalom      | 1:32,98 min | -       | Mikkel Bjørge     |
| 2.      | 6 marca   | 2006 | Québec       | Gigant      | 2:20,50 min | +0,71 s | Stefan Guay       |

### Puchar Świata

#### Miejsca w klasyfikacji generalnej
- sezon 2006/2007: -
- sezon 2007/2008: -
- sezon 2008/2009: -

#### Miejsca na podium w zawodach
Kantola nigdy nie stanął na podium zawodów PŚ.